# Phase (groupe)
Pour les articles homonymes, voir Phase.
Phase est un groupe britannique de rock, originaire de Larissa, en Grèce. Il est formé en 2003 par Thanos Grigoriou, qui joue avec divers membres avant que la formation ne se stabilise en 2011, avec l'arrivée de Damos Harharidis et Vasilis Liapis. Ils débutent avec leur premier single numérique, Perdition pour la campagne publicitaire Playlist Seven pour Windows 7 de Microsoft, qui est suivi par deux albums, In Consequence et The Wait.

## Biographie
Phase est formé en 2003 et joue occasionnellement jusqu'en 2008 à l'enregistrement de leur album In Consequence, puis jouent de nouveau en concert. Peu après, la formation, qui se stabilise, enregistre Perdition, morceau utilisé pour la campagne publicitaire Playlist Seven pour Windows 7 de Microsoft,.
Duncan Patterson (Alternative 4, ex-Antimatter), mieux connu pour s'être impliqué dans le groupe Anathema, contribue au premier opus des Phase,In Consequence,. Le groupe atteint la 42e place du Billboard uncharted et la 12e place des groupes à popularité montante pendant la semaine du 23 juin 2012,.
Tom Robinson de la BBC remarque leur deuxième album, et leur dédie une émission,.

## Tournées
Le groupe a partagé la scène avec notamment Anneke van Giersbergen, Danny Cavanagh, Sivert Høyem (ex-Madrugada), Jeff Martin (The Tea Party), The Twillight Sad, et Antimatter.

## Style musical
Le groupe s'inspire de divers variations musicale et de groupes et artistes comme, souvent cités, Depeche Mode, Nine Inch Nails, Rainbow, Bruce Dickinson, the Beatles, David Bowie, Massive Attack, Loreena McKennitt, Rock and Metal Music, et Greek Rebetiko. Mais les groupes auxquels ils sont régulièrement comparés incluent : Alice in Chains, Nirvana, The Tea Party, Anathema, et Porcupine Tree,,.

## Activités caritatives
Au début de 2016, marquant leur premier concert depuis celui de Damas il y a cinq ans, ils lancent une campagne de dons pour les familles victimes de la politique syrienne. Le 15 mai 2016, Phase joue au NevFest Festival de Sunderland, Tyne and Wear Stadium of Light.

## Membres

### Membres actuels
- Thanos Grigoriou – poésie parlée, instruments à fil (depuis 2003)[17]
- Damianos Harharidis – basse, synthétiseur (depuis 2011)
- Vasilis Liapis – guitare, piano (depuis 2011)
- Marco Volpe (depuis 2016)

### Anciens membres
- Marios Papakostas – batterie, percussions (2011–2014)
- Adam Schindler – batterie, percussions (2014–2015)

### Musiciens de tournée
- George Minas – guitares, synthétiseur, piano, violon (depuis 2016)
- Fardin « Fez » Esfandiari - claviers, batterie, basse, guitare, saxophone, percussions (depuis 2013)

## Discographie

### Albums studio
- 2010 : In Consequence
- 2014 : The Wait

### Singles
- 2009 : Perdition
- 2013 : Amethyst
- 2014 : Point of You